# Sindaci di Montorio al Vomano
Di seguito l'elenco cronologico dei sindaci di Montorio al Vomano e delle altre figure apicali equivalenti che si sono succedute nel corso della storia.

## Regno di Napoli (1806-1816)
| Sindaci nominati dal sovrano (1806-1816) | Sindaci nominati dal sovrano (1806-1816) | Sindaci nominati dal sovrano (1806-1816) |
| Nominativo                               | Mandato                                  | Mandato                                  |
| Nominativo                               | Inizio                                   | Fine                                     |
| ---------------------------------------- | ---------------------------------------- | ---------------------------------------- |
| Giuseppe Sebastiani                      | 1806                                     | 1807                                     |
| Giammatteo Pacini                        | 1807                                     | 1808                                     |
| Giuseppe Romanelli                       | 1808                                     | 1809                                     |
| Gasparo Petrei                           | 1809                                     | 1810                                     |
| Rocco Perotti                            | 1810                                     | 1811                                     |
| Stefano Falchini                         | 1811                                     | 1812                                     |
| Rocco Perotti                            | 1812                                     | 1813                                     |
| Vincenzo Martegiani                      | 1813                                     | 1815                                     |
| Giuseppe De Panicis                      | 1815                                     | 1816                                     |

## Regno delle Due Sicilie (1816-1861)
| Pacifico Candelori   | 1816 | 1818 |
| Emanuele Cancrini    | 1818 | 1822 |
| Alessio Falchini     | 1822 | 1823 |
| Giacomo Perotti      | 1823 | 1825 |
| Amico Setta          | 1825 | 1831 |
| Giovanni Sebastiani  | 1831 | 1834 |
| Carlo Scarselli      | 1834 | 1836 |
| Camillo De Angelis   | 1836 | 1839 |
| Giuseppe Pacini      | 1839 | 1843 |
| Felice Martellucci   | 1843 | 1845 |
| Carlo Scarselli      | 1845 | 1849 |
| Emanuele Cancrini    | 1849 | 1850 |
| Pio Salvatori        | 1850 | 1852 |
| Carlo Scarselli      | 1852 | 1854 |
| Rocco Martellucci    | 1854 | 1855 |
| Giuseppe Pacini      | 1855 | 1859 |
| Francesco Sebastiani | 1859 | 1861 |

## Regno d'Italia (1861-1946)
| Sindaci nominati dal governo (1861-1896)                   | Sindaci nominati dal governo (1861-1896) | Sindaci nominati dal governo (1861-1896) | Sindaci nominati dal governo (1861-1896) | Sindaci nominati dal governo (1861-1896) |
| Nominativo                                                 | Partito                                  | Partito                                  | Mandato                                  | Mandato                                  |
| Nominativo                                                 | Partito                                  | Partito                                  | Inizio                                   | Fine                                     |
| ---------------------------------------------------------- | ---------------------------------------- | ---------------------------------------- | ---------------------------------------- | ---------------------------------------- |
| Tommaso Polacchi                                           |                                          | Destra storica                           | 1861                                     | 1862                                     |
| Luigi Nardi                                                |                                          | Destra storica                           | 1862                                     | 1865                                     |
| Pacifico Candelori                                         |                                          | Destra storica                           | 1865                                     | 1867                                     |
| Guglielmo De Panicis                                       |                                          | Destra storica                           | 1867                                     | 1869                                     |
| Luca Forgella                                              |                                          | Destra storica                           | 1869                                     | 1871                                     |
| Francesco De Panicis                                       |                                          | Sinistra storica                         | 1871                                     | 1873                                     |
| Pasquale Costanzi                                          |                                          | Destra storica                           | 1873                                     | 1875                                     |
| Francesco De Panicis                                       |                                          | Sinistra storica                         | 1875                                     | 1885                                     |
| Antonio Paolini                                            |                                          | Indipendente                             | 1885                                     | 1889                                     |
| Filippo Martegiani                                         |                                          | Partito municipale                       | 1889                                     | 1896                                     |
| Sindaci eletti dal Consiglio comunale (1896-1926)          |                                          |                                          |                                          |                                          |
| Nominativo                                                 | Partito                                  | Partito                                  | Mandato                                  | Mandato                                  |
| Nominativo                                                 | Partito                                  | Partito                                  | Inizio                                   | Fine                                     |
| Luigi Bernardi Patrizi                                     |                                          | Sinistra storica                         | 1896                                     | 1897                                     |
| Filippo Martegiani                                         |                                          | Partito municipale                       | 1897                                     | 1906                                     |
| Giorgio Scarselli                                          |                                          | Partito municipale                       | 1906                                     | 1910                                     |
| Filippo Martegiani (Prosindaco facente funzioni)           |                                          | Partito municipale                       | 1910                                     | 1913                                     |
| ? (Commissario prefettizio)                                | –                                        | –                                        | 1913                                     | 1914                                     |
| Carlo Scarselli                                            |                                          | Partito municipale                       | 1914                                     | 1917                                     |
| Filippo Martegiani (Prosindaco facente funzioni)           |                                          | Partito municipale                       | 1917                                     | 1920                                     |
| Poliseo De Angelis                                         |                                          | Partito Socialista Italiano              | 1920                                     | 1920                                     |
| ? (Commissario prefettizio poi straordinario)              | –                                        | –                                        | 1920                                     | 1922                                     |
| Rocco Candelori                                            |                                          | Blocco d'ordine                          | 1922                                     | 1923                                     |
| ? Sorvillo (Commissario prefettizio)                       | –                                        | –                                        | 1923                                     | 1924                                     |
| Francesco Martegiani                                       |                                          | Partito Nazionale Fascista               | 1924                                     | 1926                                     |
| Podestà nominati dal governo (1926-1944)                   |                                          |                                          |                                          |                                          |
| Nominativo                                                 | Partito                                  | Partito                                  | Mandato                                  | Mandato                                  |
| Nominativo                                                 | Partito                                  | Partito                                  | Inizio                                   | Fine                                     |
| Francesco Martegiani                                       |                                          | Partito Nazionale Fascista               | 1926                                     | 1928                                     |
| ? D'Agostino (Commissario prefettizio)                     | –                                        | –                                        | 1928                                     | 1930                                     |
| Riccardo Valeri                                            |                                          | Partito Nazionale Fascista               | 1930                                     | 1934                                     |
| Tito Ferretti                                              |                                          | Partito Nazionale Fascista               | 1934                                     | 1938                                     |
| ? (Commissari prefettizi)                                  | –                                        | –                                        | 1938                                     | 1944                                     |
| Sindaci del periodo costituzionale transitorio (1944-1946) |                                          |                                          |                                          |                                          |
| Nominativo                                                 | Partito                                  | Partito                                  | Mandato                                  | Mandato                                  |
| Nominativo                                                 | Partito                                  | Partito                                  | Inizio                                   | Fine                                     |
| Poliseo De Angelis (Commissario prefettizio)               | –                                        | –                                        | 1944                                     | 1944                                     |
| Poliseo De Angelis                                         |                                          | Partito Comunista Italiano               | 1944                                     | 1946                                     |

## Repubblica Italiana (dal 1946)
| Sindaci eletti dal Consiglio comunale (1946-1995)    | Sindaci eletti dal Consiglio comunale (1946-1995) | Sindaci eletti dal Consiglio comunale (1946-1995)                                      | Sindaci eletti dal Consiglio comunale (1946-1995) | Sindaci eletti dal Consiglio comunale (1946-1995) | Sindaci eletti dal Consiglio comunale (1946-1995) | Sindaci eletti dal Consiglio comunale (1946-1995) | Sindaci eletti dal Consiglio comunale (1946-1995) | Sindaci eletti dal Consiglio comunale (1946-1995) |
| Nominativo                                           | Partito                                           | Partito                                                                                | Giunta                                            | Giunta                                            | Mandato                                           | Mandato                                           | Elezione                                          |                                                   |
| Nominativo                                           | Partito                                           | Partito                                                                                | Giunta                                            | Giunta                                            | Inizio                                            | Fine                                              | Elezione                                          |                                                   |
| ---------------------------------------------------- | ------------------------------------------------- | -------------------------------------------------------------------------------------- | ------------------------------------------------- | ------------------------------------------------- | ------------------------------------------------- | ------------------------------------------------- | ------------------------------------------------- | ------------------------------------------------- |
| Rocco Paolini                                        |                                                   | Democrazia Cristiana                                                                   |                                                   | DC                                                | 1946                                              | 1946                                              | Elezione 1946                                     |                                                   |
| Carlo Magno                                          |                                                   | Democrazia Cristiana                                                                   |                                                   | DC-PCI-PSIUP/PSI                                  | 1946                                              | 1948                                              | Elezione 1946                                     |                                                   |
| Rocco Paolini                                        |                                                   | Democrazia Cristiana                                                                   |                                                   | DC-PSI                                            | 1948                                              | 1949                                              | Elezione 1946                                     |                                                   |
| ? (Commissario prefettizio)                          | –                                                 | –                                                                                      | –                                                 | –                                                 | 1949                                              | 1951                                              | –                                                 |                                                   |
| Salvatore Marinaro                                   |                                                   | Partito Comunista Italiano                                                             |                                                   | PCI-PSI                                           | 1951                                              | 1960                                              | Elezione 1951                                     |                                                   |
| Salvatore Marinaro                                   | Elezione 1956                                     | Partito Comunista Italiano                                                             |                                                   | PCI-PSI                                           | 1951                                              | 1960                                              |                                                   |                                                   |
| Oscar Furia                                          |                                                   | Democrazia Cristiana                                                                   |                                                   | DC                                                | 1960                                              | 1965                                              | Elezione 1960                                     |                                                   |
| Vincenzo Altitonante                                 |                                                   | Democrazia Cristiana                                                                   |                                                   | DC-PSI-PSDI                                       | 1965                                              | 1968                                              | Elezione 1965                                     |                                                   |
| Vittorio D'Andrea                                    |                                                   | Partito Comunista Italiano                                                             |                                                   | PCI-PSI                                           | 1968                                              | 1970                                              | Elezione 1965                                     |                                                   |
| Bruno Petrarca                                       |                                                   | Partito Comunista Italiano                                                             |                                                   | PCI-PSI                                           | 1970                                              | 1972                                              | Elezione 1970                                     |                                                   |
| Riccardo Trullo                                      |                                                   | Partito Comunista Italiano                                                             |                                                   | PCI-PSI                                           | 1972                                              | 1975                                              | Elezione 1970                                     |                                                   |
| Antonietta D'Alessio                                 |                                                   | Partito Comunista Italiano                                                             |                                                   | PCI-PSI                                           | 1975                                              | 1980                                              | Elezione 1975                                     |                                                   |
| Vittorio D'Andrea                                    |                                                   | Partito Comunista Italiano                                                             |                                                   | PCI-PSI                                           | 1980                                              | 1982                                              | Elezione 1980                                     |                                                   |
| Sandro Pellanera                                     |                                                   | Partito Socialista Italiano                                                            |                                                   | DC-PSI                                            | 1982                                              | 2 novembre 1984                                   | Elezione 1980                                     |                                                   |
| Sandro Pellanera                                     |                                                   | Partito Socialista Italiano                                                            | DC-PSI                                            | 2 novembre 1984                                   | 13 marzo 1989                                     | Elezione 1984                                     |                                                   |                                                   |
| Arturo Valleriani                                    |                                                   | Partito Socialista Italiano                                                            |                                                   | DC-PSI                                            | 13 marzo 1989                                     | Elezione 1984                                     | 9 agosto 1990                                     |                                                   |
| Dino De Dominicis                                    |                                                   | Democrazia Cristiana                                                                   |                                                   | DC-PCI/PDS                                        | 9 agosto 1990                                     | 24 aprile 1995                                    | Elezione 1990                                     |                                                   |
| Sindaci eletti direttamente dai cittadini (dal 1995) |                                                   |                                                                                        |                                                   |                                                   |                                                   |                                                   |                                                   |                                                   |
| Nominativo                                           | Partito                                           | Partito                                                                                | Lista                                             | Lista                                             | Mandato                                           | Mandato                                           | Elezione                                          |                                                   |
| Nominativo                                           | Partito                                           | Partito                                                                                | Lista                                             | Lista                                             | Inizio                                            | Fine                                              | Elezione                                          |                                                   |
| Ugo Nori                                             |                                                   | Partito Democratico della Sinistra (1995-1998) poi Democratici di Sinistra (1998-2004) |                                                   | L. civica di centro-sinistra Progetto Democratico | 24 aprile 1995                                    | 14 giugno 1999                                    | Elezione 1995                                     |                                                   |
| Ugo Nori                                             |                                                   | Partito Democratico della Sinistra (1995-1998) poi Democratici di Sinistra (1998-2004) | L. civica di centro-sinistra Progetto Democratico | 14 giugno 1999                                    | 15 giugno 2004                                    | Elezione 1999                                     |                                                   |                                                   |
| Alessandro Di Giambattista                           |                                                   | Democratici di Sinistra                                                                |                                                   | L. civica di centro-sinistra Progetto Democratico | 15 giugno 2004                                    | 8 giugno 2009                                     | Elezione 2004                                     |                                                   |
| Alessandro Di Giambattista                           |                                                   | Partito Democratico                                                                    |                                                   | L. civica di centro-sinistra Montorio Democratica | 8 giugno 2009                                     | 27 maggio 2014                                    | Elezione 2009                                     |                                                   |
| Giovanni Di Centa                                    |                                                   | Indipendente                                                                           |                                                   | L. civica di centro-sinistra Si può fare          | 27 maggio 2014                                    | 12 gennaio 2018                                   | Elezione 2014                                     |                                                   |
| Marialaura Liberatore (Commissario prefettizio)      | –                                                 | –                                                                                      | –                                                 | –                                                 | 12 gennaio 2018                                   | 12 giugno 2018                                    | –                                                 |                                                   |
| Mario "Ennio" Facciolini                             |                                                   | Indipendente                                                                           |                                                   | L. civica di centro-destra Montorio che vorrei    | 12 giugno 2018                                    | 13 maggio 2020                                    | Elezione 2018                                     |                                                   |
| Chiara Fabrizi (Commissario prefettizio)             | –                                                 | –                                                                                      | –                                                 | –                                                 | 13 maggio 2020                                    | 23 settembre 2020                                 | –                                                 |                                                   |
| Fabio Altitonante                                    |                                                   | Forza Italia                                                                           |                                                   | L. civica di centro-destra Un'altra Montorio      | 23 settembre 2020                                 | in carica                                         | Elezione 2020                                     |                                                   |